# Luffa acutangula
Luffa acutangula även kantgurka är en gurkväxtart som först beskrevs av Carl von Linné, och fick sitt nu gällande namn av William Roxburgh. Luffa acutangula ingår i släktet Luffa och familjen gurkväxter. Utöver nominatformen finns också underarten L. a. amara.

## Bildgalleri

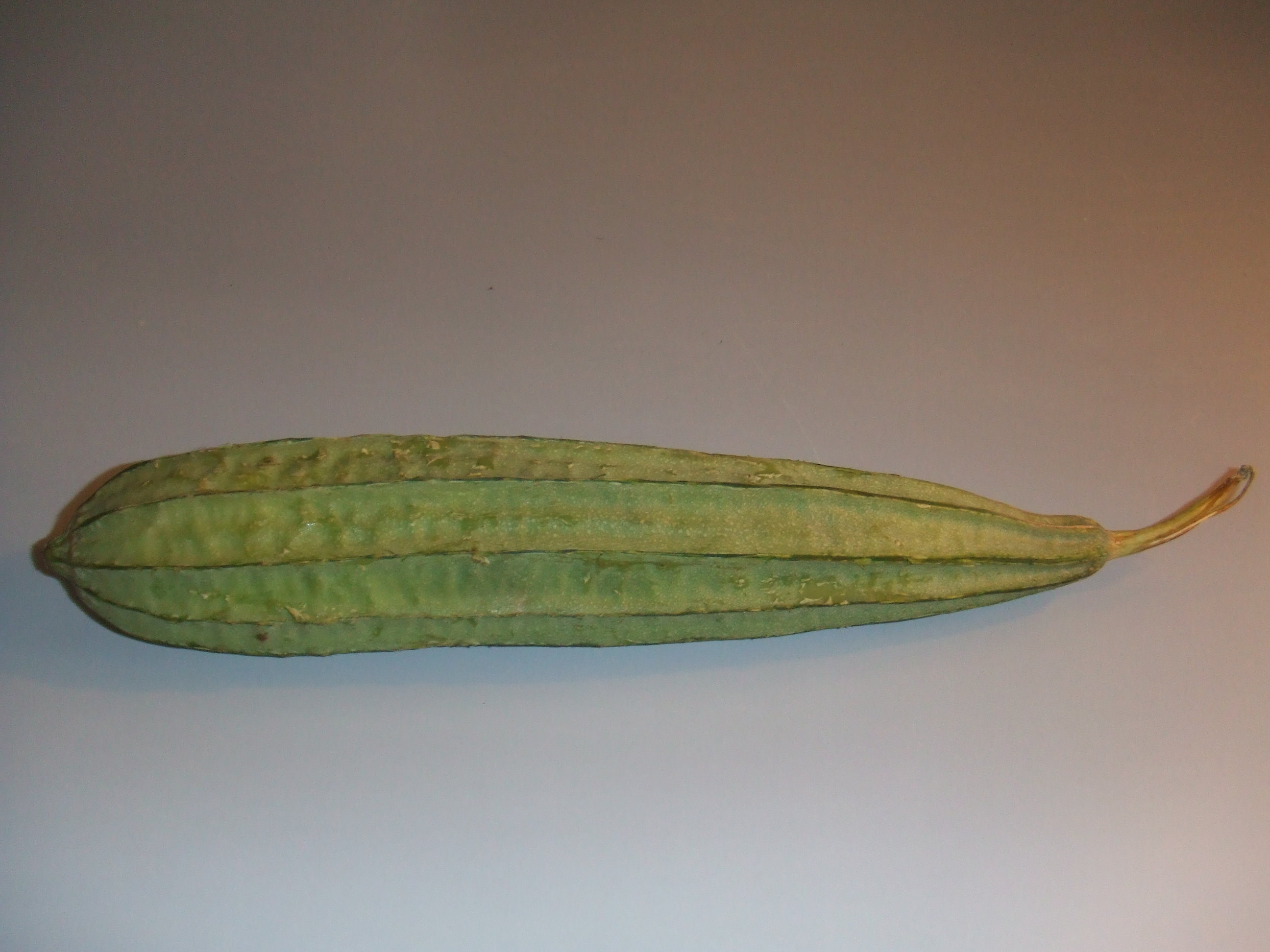
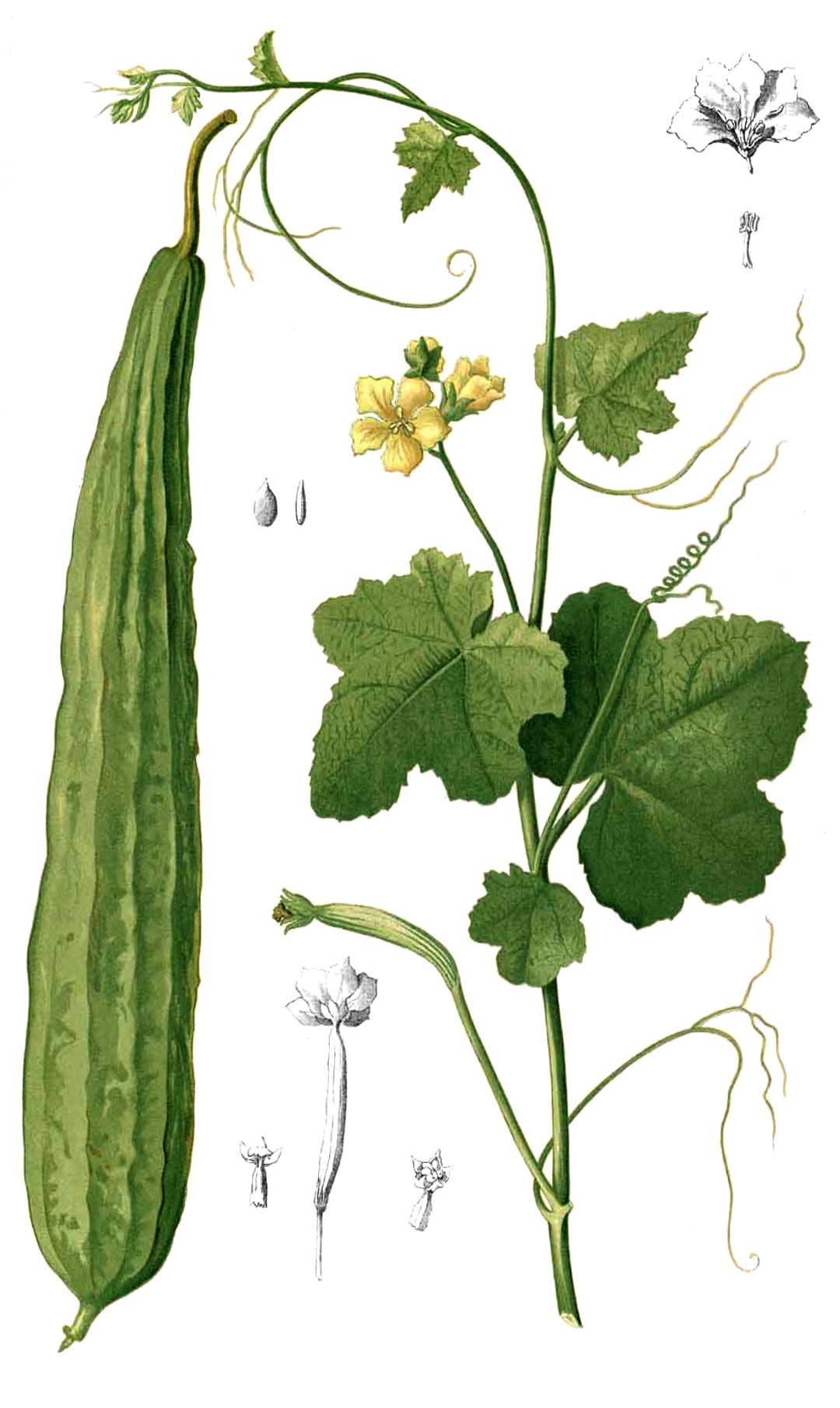
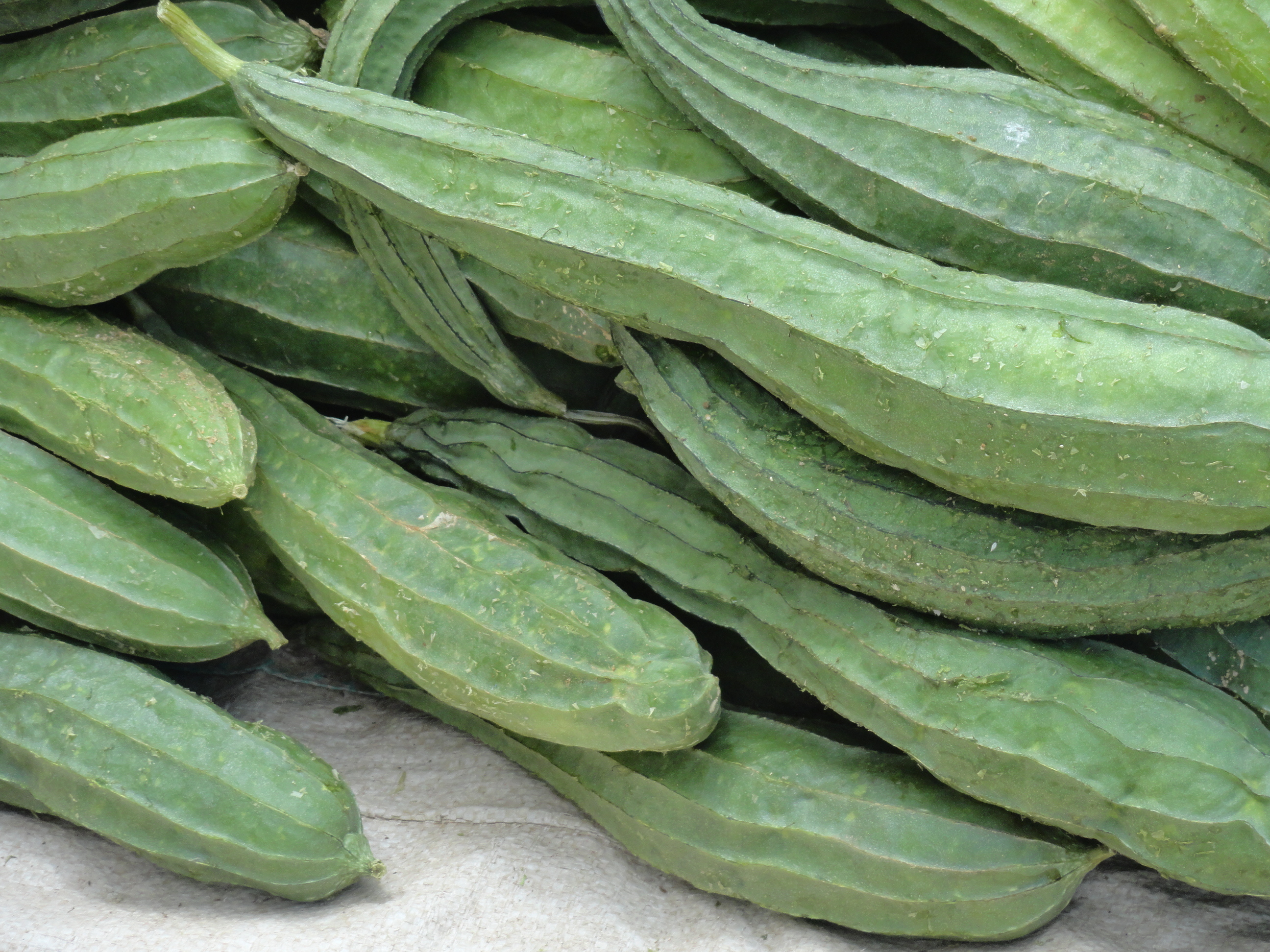
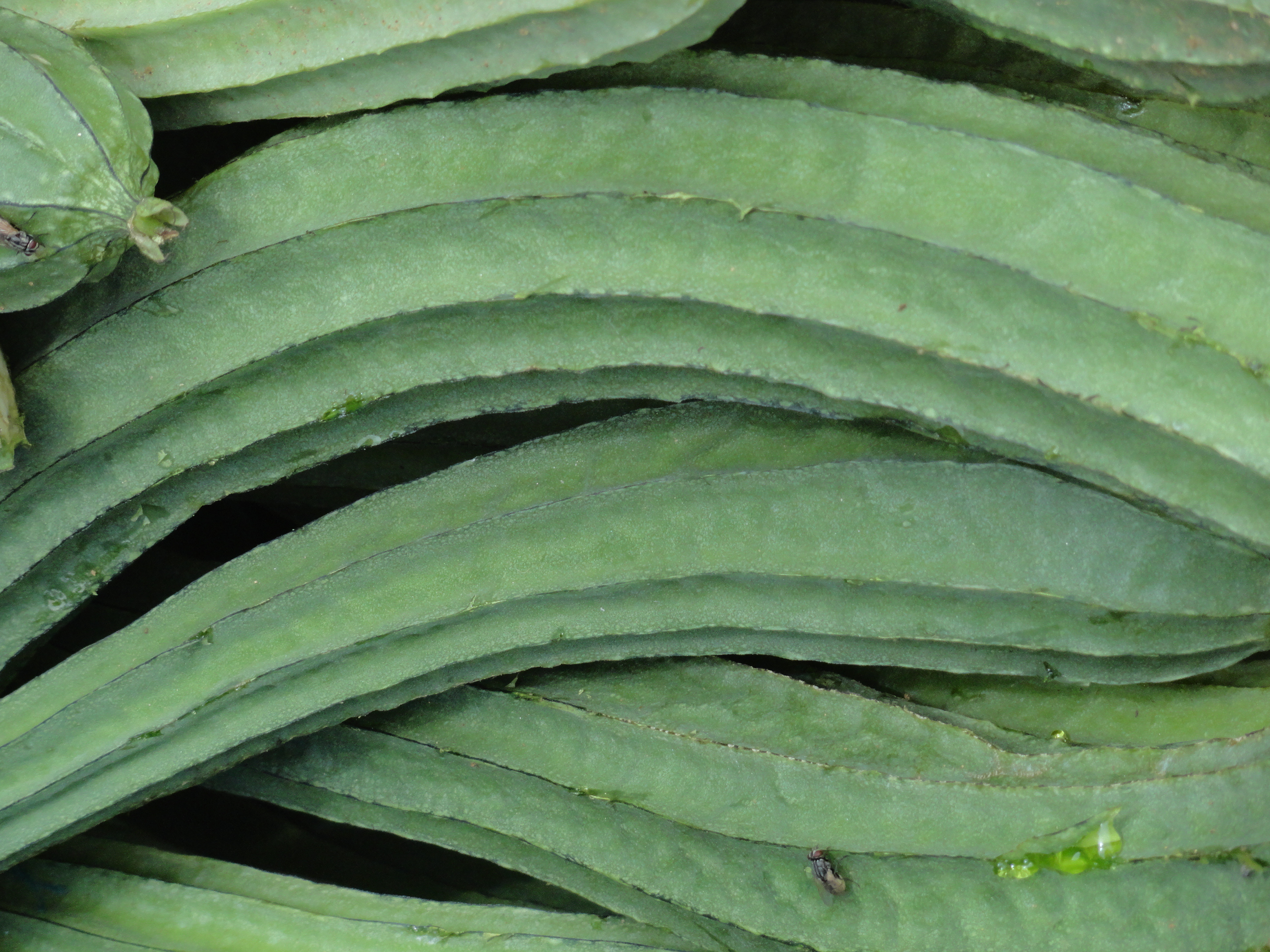